# Lepidorbitoididae
Lepidorbitoididae es una familia de foraminíferos planctónicos de la superfamilia Orbitoidoidea, del suborden Rotaliina y del orden Rotaliida. Su rango cronoestratigráfico abarca desde el Santoniense (Cretácico superior) hasta el Luteciense (Eoceno medio).

## Clasificación
Lepidorbitoididae incluye a las siguientes subfamilias y géneros:
- Subfamilia Clypeorbinae
  - Clypeorbis †
  - Sirtina †
  - Vanderbeekia †
- Subfamilia Lepidorbitoidinae
  - Actinosiphon †
  - Arnaudiella †
  - Cideina †
  - Daviesina †
  - Dizerina †
  - Helicorbitoides †
  - Hellenocyclina †
  - Lepidorbitoides †
  - Orbitosiphon †
  - Penoperculoides †
  - Praesiderolites †
  - Pseudosiderolites †
  - Setia †
  - Sulcoperculina †

Otros géneros considerados en Lepidorbitoidinae son:
- Clypeocyclina † de la subfamilia Lepidorbitoidinae, considerado subgénero de Lepidorbitoides, Lepidorbitoides (Clypeocyclina)
- Iranites † de la subfamilia Clypeorbinae, aceptado como Sirtina
- Lakadongia † de la subfamilia Lepidorbitoidinae,  aceptado como Setia
- Miscellanoides † de la subfamilia Lepidorbitoidinae, aceptado como Daviesina
- Neumannites † de la subfamilia Clypeorbinae, aceptado como Sirtina
- Novosetia † de la subfamilia Lepidorbitoidinae, propuesto como nombre sustituto de Setia
- Orbitocyclinoides † de la subfamilia Lepidorbitoidinae, considerado subgénero de Lepidorbitoides, Lepidorbitoides (Orbitocyclinoides)
- Pokornyella † de la subfamilia Lepidorbitoidinae, sustituido por Pokorneyellina
- Pokorneyellina † de la subfamilia Lepidorbitoidinae, aceptado como Arnaudiella
- Siderina † de la subfamilia Lepidorbitoidinae, sustituido por Pokorneyellina